# Opinió
Una opinió és un judici, un punt de vista o una afirmació que no és concloent, i es diferencia dels fets, que són afirmacions vertaderes.

## Definició
Una opinió determinada pot tractar qüestions subjectives en què no hi hagi cap conclusió o tractar fets que es pretenen discutir per la lògica fal·làcia que hom té dret a les seves opinions.
El fet es distingeix de l'opinió o doxa en el fet que els primers són verificables, és a dir, es poden acordar amb el consens d'experts. Un exemple és: «Els Estats Units d'Amèrica van participar en la guerra del Vietnam» contra «Els Estats Units van encertar en participar en la guerra del Vietnam». Una opinió pot estar recolzada en fets i principis, en aquest cas es converteix en un argument.
Diferents persones poden treure conclusions oposades (opinions) encara que estiguin d'acord en el mateix conjunt de fets. Les opinions rarament canvien sense que es presentin nous arguments. Es pot raonar que una opinió està més avalada pels fets que una altra, analitzant els arguments que li donen suport.
En un ús casual, el terme opinió pot ser el resultat de la perspectiva, comprensió, sentiments, creences i desitjos particulars d'una persona.

## Opinions col·lectives i professionals

### Opinió pública
En l'ús contemporani, l'opinió pública és l'agregat d'actituds o creences individuals que té una població (per exemple, una ciutat, un estat o un país), mentre que l'opinió dels consumidors és l'agregat similar que es recull com a part de la investigació de màrqueting (per exemple, les opinions dels usuaris d'un producte o d'un servei concret). Normalment, com que el procés de recollida d'opinions de totes les persones és difícil, costós o impossible d'obtenir, s’estima l'opinió pública (o l'opinió dels consumidors) mitjançant un mostreig d'enquestes (per exemple, amb una mostra representativa d'una població).

### Opinió de grup
En algunes ciències socials, especialment les ciències polítiques i la psicologia, l'opinió grupal fa referència a l'agregació d'opinions recollides d'un grup de subjectes, com ara membres d'un jurat, legislatura, comitè o un altre òrgan de decisió col·lectiu. En aquestes situacions, els investigadors solen estar interessats en qüestions relacionades amb l'elecció social, la conformitat i la polarització del grup.

### Opinió científica
L'«opinió científica» pot reflectir opinions sobre qüestions científiques articulades per un o més científics, publicades en revistes acadèmiques o en llibres de text respectats, que comporten revisió per parells i rigorosa edició professional. També pot fer referència a opinions publicades per organitzacions professionals, acadèmiques o governamentals sobre troballes científiques i les seves possibles implicacions.
Un consens relacionat, però no idèntic, amb el consens científic és la visió dominant sobre un tema científic dins de la comunitat científica, com ara l'opinió científica sobre el canvi climàtic.
Les opinions científiques poden ser «parcials, temporalment contingents, conflictives i incertes» de manera que no hi pot haver consens acceptat per a una situació particular. En altres circumstàncies, una opinió científica en particular pot estar en desacord amb el consens.
L'alfabetització científica, també anomenada comprensió pública de la ciència, és un objectiu educatiu que consisteix a proporcionar al públic les eines necessàries per beneficiar-se de l'opinió científica.

### Opinió legal
Una «opinió legal» o «dictamen final» és un tipus d'opinió professional, generalment continguda en una carta formal d'opinió jurídica, atorgada per un advocat a un client o a un tercer. La majoria d'opinions legals es donen en relació amb transaccions comercials. L'opinió expressa el judici professional de l'advocat sobre l'aspecte legal de la transacció. L'opinió pot ser «neta» o «raonada». Una opinió legal no garanteix que un tribunal arribi a cap resultat concret. No obstant això, una opinió jurídica errònia o incompleta pot ser motiu per a una reclamació de mala praxi professional contra l'advocat, segons la qual es pot exigir a l'advocat que pagui al reclamant els danys i perjudicis ocasionats a conseqüència de confiar en l'opinió defectuosa.

### Opinió judicial
Una «opinió judicial» o «opinió del tribunal» és l'opinió d'un jutge o grup de jutges que acompanya i explica una ordre o resolució d'una controvèrsia davant el tribunal. Una opinió judicial estableix generalment els fets que el tribunal va reconèixer com a establerts, els principis jurídics pels quals el tribunal està obligat i l'aplicació dels principis pertinents als fets reconeguts. L'objectiu és demostrar la justificació que el tribunal va utilitzar per prendre la seva decisió.

### Opinió raonada
Com a segon pas del procediment d'infracció de la Unió Europea, la Comissió Europea emet una «opinió motivada» quan es preocupa que un estat membre no hagi implementat una Directiva ni cap altra llei de la UE. El dictamen motivat constitueix una sol·licitud formal a l'estat interessat perquè s'executi l'acció que s'ha de prendre, normalment en un termini de dos mesos. També segons la legislació de la UE, un estat membre pot emetre un «opinió raonada» en relació amb la proposta de legislació de la UE, si l'estat membre està preocupat perquè la proposta infringeixi el principi de subsidiarietat de la UE. L'article 6, Protocol 2 del Tractat de Lisboa (2007, entrat en vigor l'1 de desembre de 2009) permet als estats membres emetre una opinió raonada en un termini de 8 setmanes des de la notificació oficial del projecte de legislació.

### Opinió editorial
Una «opinió editorial» és l'avaluació d'un tema per un diari tal com es transmet a la seva pàgina editorial.